# Arthur Benjamin

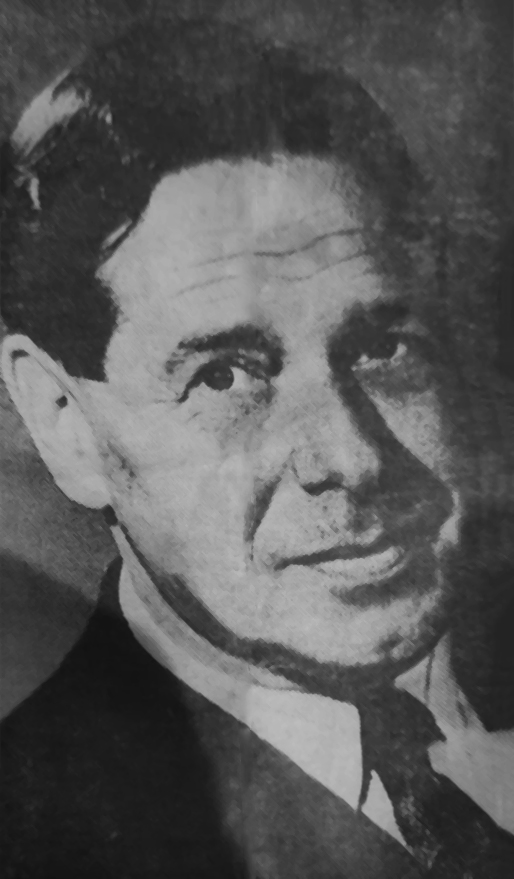
Arthur Benjamin

Arthur Leslie Benjamin (* 18. September 1893 in Sydney; † 9. April 1960 in London) war ein britisch-australischer Pianist und Komponist. Er schuf einige bedeutende musikalische Werke für den Konzertsaal und das britische Kino der 1930er, 1940er und 1950er Jahre. Darunter Kompositionen für Filme wie Der Mann, der zuviel wußte, Die Weber von Bankdam, Unternehmen Xarifa oder Das Spiel mit dem Feuer.

## Leben und Karriere
Benjamin besuchte die Schule in Brisbane. Von 1911 bis 1914 studierte er am Royal College of Music in London bei Charles Villiers Stanford, Thomas Dunhill und Frederic Cliffe. Nach dem Kriegsdienst unterrichtete er von 1919 bis 1921 am Konservatorium von Sydney. 1921 kehrte er nach London zurück. Seit 1926 war er Lehrer des Royal College in London; hier gehörten Peggy Glanville-Hicks, Miriam Hyde, Joan Trimble, Stanley Bate, Bernard Stevens und Benjamin Britten zu seinen Schülern (privat unterrichtete Benjamin auch Alun Hoddinott). Seit den 1930er Jahren wandte er sich auch der Komposition von Filmmusik zu. So komponierte er beispielsweise die „Storm Clouds Cantata“ für Alfred Hitchcocks Thriller „Der Mann, der zuviel wußte“ von 1934 (Das Stück fand erneute Verwendung in der von Hitchcock selbst gedrehten Neuverfilmung „Der Mann, der zuviel wußte“ von 1956). In der Zeit des Zweiten Weltkriegs leitete Benjamin ein Orchester der Canadian Broadcasting Corporation in Vancouver. 1946 kehrte er nach England zurück, wo er erneut am Royal College of Music unterrichtete.
Benjamin komponierte fünf Opern, eine Sinfonie und zwei Suiten, mehrere Instrumentalkonzerte (darunter ein Konzert für Mundharmonika und Orchester), Streichquartette, Klavier- und Chorwerke und Lieder.

## Konzertante Werke
| - Three Pieces for violin & piano, 1919–1924 - Three Impressions für Stimme und Streichquartett, 1919 - Five Pieces for the Cello, 1923 - Pastoral Fantasy, Streichquartett, 1924 ausgezeichnet mit dem Carnegie - Sonatina, 1924 - Rhapsody on Negro Themes - Concertino für Klavier und Orchester, 1926/27 - Light Music Suite, 1928 - The Devil Take Her! Komische Oper, 1931 - Violinkonzert, 1932 - Prima Donna, Oper, 1933 - Overture to an Italian Comedy, 1937 - Romantic Fantasy, 1937 - Cotillon, 1938 - Jamaican Rumba, 1938 - Sonatina, 1940 - Prelude to Holiday, 1941 - Elegiac Mazurka, 1941 - Elegy, Waltz and Toccata für Viola und Klavier, 1942 | - Oboe Concerto on themes of Cimarosa (Oboenkonzert nach Klaviersonaten von Cimarosa), 1942 - 2 Jamaican Pieces, 1942 - Ballade, 1944 - Suite für Flöte und Streicher, 1945 - Red River Jig, 1945 - From San Domingo, 1945 - Sinfonie, 1945 - Brumas Tunes, 1945 - Forest Peace, 1945 - Caribbean Dance, 1946 - Concerto quasi una Fantasia, Klavierkonzert, 1949 - Orlando’s Silver Wedding, Ballett, 1951 - Harmonica Concerto, 1953 - A Tale of Two Cities Romantisches Melodram nach Charles Dickens, 1957 - Tombeau de Ravel für Klarinette und Klavier, 1959 - Streichquartett, 1959 - Bläserquintett, 1960 - Tartuffe, Oper nach Molière, 1964 (vollendet durch Alan Boustead) |

## Filmografie (Auswahl)
| - 1934: Die scharlachrote Blume (The Scarlet Pimpernel) - 1934: Der Mann, der zuviel wußte (The Man Who Knew Too Much) - 1935: Turn of the Tide - 1935: The Clairvoyant - 1935: The Guv'nor - 1936: Unter der roten Robe (Under the Red Robe) - 1937: Zigeunerprinzessin (Wings of the Morning) - 1937: Return of the Scarlet Pimpernel | - 1947: Die Weber von Bankdam (Master of Bankdam) - 1947: Ein idealer Gatte (An Ideal Husband) - 1953: Die Bezwingung des Everest (The Conquest of Everest) - 1954: Unternehmen Xarifa - 1955: Submarine – U-Boote greifen an (Above Us the Waves) - 1957: Spiel mit dem Feuer (Fire Down Below) - 1958: Die nackte Erde (The Naked Earth) |